# Врбица, Джина
Джорджина «Джина» Врбица-Миодрагович (сербохорв. Ђорђина Ђина Врбица—Миодраговић / Đorđina Đina Vrbica—Miodragović; 6 мая 1913, Подгорица — 29 мая 1943, Блатница) — югославская студентка, партизанка Народно-освободительной войны Югославии, Народный герой Югославии (24 июля 1953 года).

## Биография

### Происхождение
Родилась 24 апреля 1913 года в Подгорице. Семья происходит родом из Цетине: дед, Саво Врбица, офицер, переехал в Подгорицу в 1878 году после освобождения Подгорицы от турецкого владычества. Отец, Лазар Врбица — госслужащий, позже руководитель сельскохозяйственного предприятия «Крушевац» в Подгорице. Первая его жена умерла при родах сына Драго, который также умер после рождения. Вторая жена — Анджо Дрецун, в браке с которой родились сыновья Божа, Боса, Джина и Димитрие (Мита). Отец скончался в 1915 году от испанского гриппа, заботу о семье на себя взяла мать Анджа.

### Революционная деятельность
По окончании начальной школы Джина поступила в так называемую академию торговли в Подгорице (экономическое училище). В этой академии и подгорицкой гимназии уже действовало революционное молодёжное движение, среди членов которого были будущие деятели партизанского движения и Народные герои Югославии — Будо Томович, Вако Джурович, Драгиша Иванович и Ристо Лекич. В 1932 году она после окончания училища была принята в Союз коммунистической молодёжи Югославии. У неё было желание продолжить получать своё образование, однако из-за материальных проблем она не могла себе это позволить и устроилась работать в Подгорице на табачную фабрику.
Как юная рабочая, Джина активно участвовала в рабочем движении. В 1934 году стала членом Коммунистической партии Югославии, в том же году участвовала в Черногорской краевой конференции СКМЮ. Уволена с завода после забастовки рабочих, в 1935 году переехала в Сараево и устроилась на работу в финансовую дирекцию. В Сараево Джина связалась с местной партийной ячейкой и занялась участием в рабочем движении наряду с молодёжью и женщинами. В начале марта 1936 года после раскрытия сараевского подполья в ходе облавы Джину арестовали. Позже последовали массовые аресты коммунистов в Черногории (более 300 человек), и Джине предъявили обвинения в антигосударственной деятельности. Джина находилась во время следствия в тюрьме «Беледия», допрос вели следователи Джордже Космаяц и Светозар Вуйкович, прибывшие специально из Белграда. Под пытками Джина, однако, никого не выдала и через полгода была освобождена за недостаточностью улик.
Осенью 1936 года она переехала в Загреб, поступив в Высшее экономико-коммерческое училище. За время учёбы она активно участвовала в революционном студенческом движении и в объединении черногорских студентов «Ловчен». Часто путешествовала в Черногорию, осуществляя курьерскую связь между краевыми комитетами партии из Хорватии и Черногории. Она проявляла активную гражданскую позицию, собирая помощь для тех, кто отправлялся помогать республиканцам в Испании. Она участвовала в студенческих демонстрациях, в том числе и в выступлении 14 апреля 1937 года, когда франковцами (крылом, близким идеологически к усташам) был убит Крсто Любичич. Среди её друзей были черногорцы Воислав Билянович, Видое «Кешо» Джурович и его девушка Василька Лазович, а также будущий супруг Джины, Любиша Миодрагович.
В мае 1937 года Джина была арестована во время распространения подпольных партийных листовок и брошена в тюрьму, где месяц подвергалась пыткам. Загребский окружной суд обвинял её в работе на коммунистов, однако из-за нехватки доказательств в апреле 1938 года суд был отложен. Повторный суд приговорил её к месяцу тюрьмы, который тут же был зачтён в качестве отбытого. Спустя некоторое время после освобождения в студенческом клубе «Светлость» Врбицу снова арестовали: арест состоялся во время поминок по Крсто Любичичу. После очередной серии пыток в Загребской полиции девушку отпустили.
В середине 1938 года был сформирован временный Черногорский краевой комитет СКМЮ, в состав которого вошла и Джина. Через год состоялся IV краевой съезд СКМЮ по Черногории, Боке и Сандажку, на которой был избран новый состав комитета СКМЮ, куда вошла и Джина. В мае 1939 года она включилась в деятельность Комиссии по работе с женщинами при Черногорском краевом комитете КПЮ (деятельностью руководила Лидия Йованович). В середине 1939 года Джина с Любишей переехали в Белград, где та продолжила учиться в Высшей школе экономики и торговли. Она активно участвовала в революционном студенческом движении и помогала Белградской партийной организации. В ноябре 1939 года провела II конференцию Университетского комитета КПЮ, на которой секретарём был избран Владо Попович.
По указанию Белградского горкома Джина была направлена агитировать среди работниц текстильной промышленности. В начале 1940 года её усилиями была создана первая партийная ячейка в Высшей экономической школе: секретарём назначили Джину. Нередко она ездила в Черногорию, ведя пропаганду и вовлекая молодёжь и женщин в движение. В августе 1940 года на V съезде краевой конференции СКМЮ по Черногории, Боке и Санджаку переизбрана в состав краевого комитета. В начале 1941 года получила диплом экономиста в Белграде, 6 февраля венчалась с Любишей Миодраговичем и уехала с ним в Подгорицу, включившись в работу Подгорицкого горкома КПЮ.

### Народно-освободительная война
После Апрельской войны и раздела Югославии странами оси Джина вступила в партизанское подполье, начав готовить вооружённое восстание в Черногории. Она была участницей восстания 13 июля 1941 года, а в августе перебралась с Санджак, где с мужем вовлекала народ в партизанское подполье. 27 сентября 1941 года около деревни Седобро отряд партизан вступил в бой с итальянцами и потерял трёх человек: Любишу Миодраговича и братьев Радоша и Перо Бойовичей.
После гибели мужа Джина вернулась в Черногорию, где как делегат Черногорского краевого комитета КПЮ отправилась на территорию, контролируемую Ловченским партизанским отрядом. Занималась организацией Черногорской народной молодёжи, на её первом съезде 30 ноября 1941 года (село Копиле) избрана в краевой и исполнительный комитеты (в исполнительный также были избраны Будо Томович и Боко Вуйошевич. Зимой 1941—1942 годов она занималась развитием СКМЮ и формированием женских комитетов в Подгорице и Цетине.
В марте 1942 года беременная Джина отправилась в Западную Боснию из Черногории, заняв должность политрука Центральной больницы НОАЮ. 10 июня во время Третьего наступления она родила дочь, которую оставили на попечении бедной семьи в местечке Мратине, и велела партизанке Наде Йовович не только позаботиться о ребёнке, но и передать ей фотографию матери, чтобы рассказать о ней, если той больше не суждено будет увидеть свою дочь. К несчастью, девочка умерла от переохлаждения.
Службу Джина продолжила в составе 3-й Пролетарской Санджакской ударной бригады, пребывала в Гламоче. С июля 1942 апрель 1943 года была членом районного комитета КПЮ, отвечавшим за пропаганду и агитацию среди женщин. Входила в районный и окружной комитеты Женского антифашистского фронта Югославии по Яяцкому округу. Участница I конференции Женского антифашистского фронта 5 декабря 1942 года в Босански-Петроваце, избрана в центральный комитет.

### Гибель
В апреле 1943 года, после завершения битвы на Неретве Джина Врбица, не зная о судьбе своей дочери, отправилась в Черногорию. Она двинулась в сторону Центральной Боснии с силами 2-й Краинской ударной бригады, в которой была членом политотдела. 29 мая 1943 года в битве близ деревни Блатница около Теслича против объединённых сил немцев и Усташской войницы Джина погибла: её подорвали гранатой, а тело было изуродовано взрывом до неузнаваемости. В битве также погиб заместитель политрука бригады Муниб Маглайлич, брат Вахиды Маглайлич (Народного героя Югославии), а командир бригады, Джурадж Предоевич, потерял правую руку.

## Память
Джина изначально была похоронена недалеко от места гибели. В 1951 году её останки перевезли в Теслич, а в 1957 году и в Титоград, где перезахоронили с останками Народных героев Югославии в усыпальнице на Горице. 24 июля 1953 года указом Председателя Федеративной Народной Республики Югославия Иосипа Броза Тито Джорджине Врбице было посмертно присвоено звание Народного героя Югославии.
Её родной бра Димитрие «Миго» Врбица пережил войну и дослужился до звания генерал-подполковника Югославской народной армии.